# Lista över socknar i Södermanland
Lista över socknar och stadsförsamlingar i Södermanland. Socknarna är ordnade efter nuvarande kommun.

## NuvarandeBotkyrka kommun
Botkyrka socken | 
Grödinge socken

## NuvarandeEskilstuna kommun
Barva socken | 
Eskilstuna stadsförsamling (till 1930) |
Fors socken (i Eskilstuna stad från 1907) | 
Gillberga socken | 
Hammarby socken, Södermanland | 
Husby-Rekarne socken | 
Torshälla socken | 
Jäders socken | 
Kjula socken | 
Klosters socken (i Eskilstuna stad från 1907) | 
Lista socken | 
Näshulta socken | 
Råby-Rekarne socken | 
Stenkvista socken | 
Sundby socken | 
Torshälla församling (Torshälla stad) | 
Tumbo socken | 
Vallby socken, Södermanland | 
Västermo socken | 
Ärla socken | 
Öja socken

## NuvarandeFlens kommun
Bettna socken | 
Blacksta socken | 
Dunkers socken | 
Flens socken (Flens stad från 1949) | 
Forssa socken | 
Helgesta socken | 
Hyltinge socken | 
Lilla Malma socken | 
Mellösa socken | 
Vadsbro socken | 
Årdala socken

## NuvarandeGnesta kommun
Björnlunda socken | 
Dillnäs socken |
Frustuna socken | 
Gryts socken | 
Gåsinge socken |
Kattnäs socken | 
Torsåkers socken

## NuvarandeHaninge kommun
Dalarö socken | 
Muskö socken | 
Ornö socken | 
Utö socken | 
Västerhaninge socken | 
Österhaninge socken

## NuvarandeHuddinge kommun
Huddinge socken

## NuvarandeKatrineholms kommun
Björkviks socken | 
Floda socken | 
Julita socken | 
Katrineholms församling (Katrineholms stad bildade egen församling 1961) | 
Lerbo socken | 
Sköldinge socken | 
Stora Malms socken | 
Östra Vingåkers socken

## NuvarandeKungsörs kommun
Kung Karls socken | 
Torpa socken |

## NuvarandeNacka kommun
Nacka socken (Nacka stad från 1949) | 

## NuvarandeNorrköpings kommun
Kvarsebo socken | 

## NuvarandeNykvarns kommun
Taxinge socken | 
Turinge socken

## NuvarandeNyköpings kommun
Alla Helgona socken | 
Bergshammars socken | 
Bogsta socken | 
Bälinge socken | 
Bärbo socken | 
Halla socken | 
Husby-Oppunda socken | 
Kila socken | 
Lids socken | 
Ludgo socken | 
Lunda socken | 
Lästringe socken | 
Nykyrka socken, Södermanland | 
Nyköpings västra församling |
Nyköpings östra församling |
Ripsa socken | 
Runtuna socken | 
Råby-Rönö socken | 
Sankt Nicolai socken | 
Spelviks socken | 
Stigtomta socken | 
Svärta socken | 
Sättersta socken | 
Tuna socken | 
Tunabergs socken | 
Tystberga socken | 
Vrena socken

## NuvarandeNynäshamns kommun
Nynäshamns församling (Nynäshamns stad) | 
Sorunda socken | 
Torö socken | 
Ösmo socken

## NuvarandeOxelösunds kommun
Oxelösunds stad

## NuvarandeSalems kommun
Salems socken

## NuvarandeStockholms kommun
Brännkyrka socken (i Stockholms stad från 1914) | 
Stockholms stad (ett flertal församlingar)

## NuvarandeSträngnäs kommun
Aspö socken | 
Fogdö socken | 
Helgarö socken | 
Härads socken | 
Kärnbo socken | 
Länna socken | 
Strängnäs socken | 
Strängnäs stadsförsamling |
Toresunds socken | 
Vansö socken | 
Ytterselö socken | 
Åkers socken | 
Överselö socken

## NuvarandeSödertälje kommun
Hölö socken | 
Mörkö socken | 
Södertälje stadsförsamling (Södertälje stad) | 
Tveta socken | 
Vårdinge socken | 
Västertälje socken (i Södertälje stad från 1946) | 
Ytterenhörna socken | 
Ytterjärna socken | 
Östertälje socken | 
Överenhörna socken | 
Överjärna socken

## NuvarandeTrosa kommun
Trosa socken | 
Vagnhärads socken | 
Västerljungs socken

## NuvarandeTyresö kommun
Tyresö socken

## NuvarandeVingåkers kommun
Västra Vingåkers socken | 
Österåkers socken

## NuvarandeVärmdö kommun
Nämdö socken